# Hỗn số tử thần
Hỗn số tử thần (tên gốc tiếng Anh: Knowing) là một bộ phim điện ảnh Anh – Mỹ thuộc thể loại khoa học viễn tưởng – thảm họa 
– giật gân ra mắt năm 2009 do Alex Proyas làm đạo diễn và có sự tham gia của Nicolas Cage. Bộ phim được lấy cảm hứng từ Kinh Thánh quyển sách tiên tri lỗi lạc của mọi thời đại dự đoán về tiên tri tương lai. Dự án ban đầu do một số đạo diễn của Columbia Pictures quản lý, nhưng sau đó quyền sở hữu dự án được chuyển sang cho Escape Artists. Hỗn số tử thần được quay tại Docklands Studios ở Melbourne, Úc và sử dụng nhiều địa danh đại diện cho khu vực lấy bối cảnh trong phim là thành phố Boston.
Bộ phim được phát hành vào ngày 20 tháng 3 năm 2009 tại Hoa Kỳ. Các phương tiện DVD và Blu-ray được phát hành vào ngày 7 tháng 7 năm 2009. Hỗn số tử thần thu về 186,5 triệu USD tại các phòng vé trên toàn thế giới, cộng với 27,7 triệu USD doanh thu từ các phương tiện vật lý tại gia, với kinh phí sản xuất là 50 triệu USD. Tác phẩm vấp phải nhiều ý kiến trái chiều, với nhiều lời khen ngợi về diễn xuất, phong cách hình ảnh và bầu không khí, nhưng bị chỉ trích về một số tình tiết sắp xếp không khéo léo cũng như cái kết của bộ phim.

## Nội dung
Năm 1959, một trường tiểu học ở Lexington, Massachusetts tổ chức lễ khai giảng bằng một cuộc thi, trong đó các học sinh vẽ những gì mà chúng tin rằng sẽ xảy ra trong tương lai. Các tác phẩm được lưu trữ trong một hộp thời gian và sẽ được mở ra sau năm mươi năm. Tất cả trẻ em đều tạo ra các tác phẩm trực quan ngoại trừ Lucinda Embry, người được một giọng nói thì thầm hướng dẫn điền vào tờ giấy của mình một dãy số không có ý nghĩa rõ ràng. Trước khi cô bé có thể viết những con số cuối cùng, thời gian quy định cho cuộc thi kết thúc và giáo viên thu lại các bức vẽ của học sinh. Ngày hôm sau, khi chiếc hộp thời gian bị chôn vùi, cô giáo tìm thấy Lucinda trong một tủ đồ, dùng móng tay khắc những con số còn lại vào cánh cửa.
Năm 2009, trường học mở chiếc hộp thời gian và phân phát các bức vẽ bên trong cho các học sinh. Tờ giấy của Lucinda được trao cho Caleb Koestler, con trai 9 tuổi của giáo sư vật lý thiên văn góa vợ John Koestler của MIT. John nhận ra ngày tháng và số nạn nhân của vụ tấn công ngày 11 tháng 9 ở New York, đồng thời nhận ra rằng những bức vẽ của Lucinda chứa những con số dự đoán hoàn hảo ngày tháng và số người chết của những thảm họa lớn trong năm mươi năm qua. Tuy nhiên, ba trong số các sự kiện được báo cáo vẫn chưa xảy ra và một trong những ngày tương ứng với ngày tiếp theo.
Ngày hôm sau, John có mặt tại một vụ tai nạn máy bay. Anh ta nhận ra rằng tờ giấy của Lucinda cũng chứa các tọa độ địa lý của các sự kiện. Giải thích những con số tiếp theo, John cố gắng và không thể ngăn chặn một thảm họa ở New York, một vụ va chạm tàu điện ngầm. John tin rằng gia đình anh có một vai trò quan trọng trong những vụ việc này: vợ anh đã chết trong một trong những sự kiện trước đó được Lucinda báo cáo, trong khi Caleb là người nhận được tin nhắn của Lucinda. Trong khi đó, Caleb bắt đầu nghe thấy những giọng nói thì thầm giống như Lucinda. Để ngăn chặn sự kiện cuối cùng, John theo dõi con gái của Lucinda là Diana và cháu gái của cô ấy là Abby. Sau một số hoài nghi ban đầu, Diana đi cùng John đến ngôi nhà thời thơ ấu của Lucinda, nơi họ tìm thấy một bản sao của Matthäus Merian khắc "tầm nhìn xe ngựa" của Ezekiel, trong đó có một mặt trời vĩ đại. Họ cũng phát hiện ra rằng hai chữ số cuối cùng trong tin nhắn của Lucinda không phải là số, mà là hai chữ cái E đảo ngược, khớp với thông điệp mà Lucinda để lại dưới giường của cô: "Những người khác". Trong cuộc tìm kiếm này, Caleb và Abby, những người đang ngủ quên trong xe, có cuộc gặp gỡ với những sinh vật là nguồn gốc của những lời thì thầm. Diana nói với John rằng mẹ cô đã luôn nói với cô ngày mà cô sẽ chết. Anh cũng đến thăm giáo viên của Lucinda, người đã kể cho anh nghe về vết xước trên cánh cửa do Lucinda để lại.
Ngày hôm sau, Abby tô màu bản khắc dưới ánh mặt trời, điều này khiến John nhận ra sự thật. Anh ta chạy đến đài quan sát MIT và biết rằng một ngọn lửa Mặt Trời khổng lồ với tiềm năng hủy diệt tất cả sự sống sẽ ập đến Trái Đất vào ngày cuối cùng được chỉ ra trong tin nhắn. Khi Diana và Abby chuẩn bị ẩn náu dưới lòng đất, John đến trường và tìm thấy cánh cửa trên đó Lucinda khắc những con số cuối cùng, đồng thời xác định chúng là tọa độ của một nơi mà anh tin rằng có thể tìm thấy sự cứu rỗi khỏi ngọn lửa mặt trời. Diana không tin điều này, cô đã đưa Caleb và Abby bỏ trốn đến các hang động. Tại một trạm xăng, những sinh vật đang xì xào ăn cắp xe của cô với Caleb và Abby bên trong. Diana đuổi theo họ với tốc độ nhanh nhưng bị giết trong một vụ tai nạn giao thông liên quan đến một chiếc xe tải bán tải, vào ngày mà mẹ cô dự đoán. Các sinh mệnh đưa Caleb và Abby đến ngôi nhà di động của Lucinda, nơi John gặp họ ngay sau đó. Các sinh vật, những người đóng vai trò như những thiên thần ngoài Trái Đất, đang dẫn dắt trẻ em đến nơi an toàn trên những con tàu giữa các vì sao. John được cho biết rằng anh ta không thể đi cùng họ vì anh ta không bao giờ nghe thấy tiếng thì thầm, vì vậy anh ta thuyết phục Caleb rời đi cùng Abby, và hai con thỏ cưng mà họ tìm thấy, và cả hai đều được các sinh vật đưa đi. Sáng hôm sau, John lái xe qua thành phố Boston đến nhà cha mẹ đẻ và hòa giải với người cha ghẻ lạnh của mình trước khi toàn bộ thành phố và cả Trái Đất bị ngọn lửa mặt trời thiêu rụi. Trong khi đó, chiếc hòm cùng với những người khác gửi Caleb và Abby vào một thế giới khác giống như một thiên đường trên trần gian. Cả hai chạy qua một cánh đồng hướng tới một cái cây lớn màu trắng bí ẩn, được cho là cây sự sống hướng tới một tương lai mới.

## Diễn viên
- Nicolas Cage vai Giáo sư Jonathan "John" Koestler
- Rose Byrne vai Diana Wayland / Lucinda Embry (ảnh)
- Chandler Canterbury vai Caleb Koestler
  - Joshua Long vai Caleb hồi trẻ
- Lara Robinson vai Lucinda Embry hồi trẻ / Abby Wayland / Diana Wayland hồi trẻ (ảnh)
- Nadia Townsend vai Grace Koestler
- Ben Mendelsohn vai Giáo sư Phil Beckman
- Alan Hopgood vai Reverend Koestler
- Benita Collings vai Bà Koestler
- Adrienne Pickering vai Allison Koestler
- Liam Hemsworth vai Spencer
- Ra Chapman vai Jessica
- Lesley Anne Mitchell vai Stacy
- Sam Velasquez vai Jackson Cinq
- Gareth Yuen vai Donald
- Verity Charlton vai Kim
- Tamara Donnellan vai Bà Embry
- Travis Waite vai Ông Embry
- D.G. Maloney, Joel Bow, Maximillian Paul và Karen Hadfield vai Những kẻ lạ mặt
- David Lennie vai Hiệu trưởng Clark in 1959
- Carolyn Shakespeare-Allen vai Hiệu trưởng năm 2009
- Alethea McGrath vai Priscilla Taylor năm 2009
  - Danielle Carter vai Priscilla Taylor năm 1959

## Đón nhận

### Doanh thu phòng vé
Hỗn số tử thần được phát hành tại 3.332 rạp chiếu ở Hoa Kỳ và Canada từ ngày 20 tháng 3 năm 2009 và thu về 24,6 triệu USD trong dịp cuối tuần ra mắt, dẫn đầu trên bảng xếp hạng doanh thu phòng vé. Theo kết quả thăm dò dư luận, 63% lượng khán giả có độ tuổi từ 25 trở lên và phân chia đồng đều giữa các giới tính. Dịp cuối tuần ngày 17 tháng 3 năm 2009, Hỗn số tử thần đứng đầu doanh thu phòng vé quốc tế, thu về 9,8 triệu USD tại 1.711 rạp chiếu phim ở 10 thị trường, trong đó dẫn đầu với 3,55 triệu USD ở Vương quốc Anh. Bộ phim thu về 80 triệu USD ở thị trường Hoa Kỳ và Canada và 107 triệu USD ở các vùng lãnh thổ khác với tổng 186,5 triệu USD toàn cầu, cộng với 27,7 triệu USD doanh thu từ các phương tiện tại gia, trong khi kinh phí sản xuất là 50 triệu USD.

### Đánh giá chuyên môn
Trên hệ thống tổng hợp kết quả đánh giá Rotten Tomatoes, phim nhận được 34% lượng đồng thuận dựa theo 184 bài đánh giá, với điểm trung bình là 4,8/10. Các chuyên gia của trang web nhất trí rằng, "Hỗn số tử thần đem tới một vài ý tưởng thú vị và một số cảnh quay hay, nhưng bộ phim lại bị đè nặng bởi phần cốt truyện vô lý và quá nghiêm túc". Trên trang Metacritic, bộ phim đạt số điểm 41 trên 100, dựa trên 27 nhận xét, chủ yếu là những ý kiến trái chiều.
A. O. Scott từ The New York Times đánh giá tiêu cực về bộ phim và viết, "Nếu ý định của bạn là làm một bộ phim kinh dị rùng rợn ngụ ngôn đầy ám ảnh, thì đó có lẽ không phải là một dấu hiệu tốt khi những cảnh tượng về cái chết hàng loạt và sự hủy diệt của hành tinh được bắt gặp với những tiếng khò khè và cười khúc khích ... Hai tiếng đồng hồ của Hỗn số tử thần dài lê thê sẽ khiến bạn khao khát tới ngày tận thế, ngay cả khi bạn lo lắng rằng sẽ không có thời gian để trả lời tất cả các câu hỏi của mình." Viết cho San Francisco Chronicle, Peter Hartlaub gọi tác phẩm là "một sự phấn khích cho những người hâm mộ Proyas" và "một nỗ lực lộn xộn đáng ngạc nhiên." Anh cho rằng với phần diễn xuất của Nicolas Cage thì "giới hạn của sự lố bịch là ở đây, một phần là do kịch bản khiến anh không thể làm điều gì khác ngoài việc cứ phải diễn cảnh lo lắng hoặc suy sụp".